# 李玟儒
李玟儒，暱稱奶精，台灣模特兒、直播主。

## 生平
李汶儒為台灣模特兒，身高150公分，體重35公斤，腰圍22英寸，胸围D罩杯，因身材小巧玲瓏而在網路走紅；同时，李汶儒也不時參演電視節目。

### 個人生活
2016年7月，李玟儒與經營開設餐廳的男友結婚，育有一女。

### 爭議
媒體報導2014至2015年間，藝人KID劈腿追求綽號「奶精」的網紅直播主、模特兒李玟儒，他趁著女友藝人許維恩出國，帶奶精回許的住處約會，奶精亦成為感情的第三者。奶精後來發現KID似乎有別的曖昧對象，甚至認為KID也染指了她一位姓劉的姊妹淘，最終選擇分手。2018年4月11日，媒體報導披露此事後，奶精除在臉書po文發表聲明，強調自己現在只想當個好媽媽，也強調自己絕非爆料者：「我已經步入婚姻並且育有一女，我深愛我的孩子，並且也想給她美好的未來，在正常的情況下，身為女性有誰會願意出現在這樣的新聞事件裡？」並認為這樣的新聞已經傷害雙方當事人。幾天後，奶精在個人直播節目中希望外界給自己的家人與小孩多一點空間。

## 作品

### 电视节目
- 《国光帮帮忙》
- 《舞力全开》
- 《移动星乐园》
- 《舞功盖天下》
- 《大學生了沒》

### 戲劇节目
- 《PMAM》